# Sho-Air Twenty20
A Sho-Air Twenty20 (Código UCI: T20) é uma equipa ciclista feminino dos Estados Unidos de categoria UCI Women's Team, máxima categoria feminina do ciclismo de estrada a nível mundial.

## Material ciclista
A equipa utiliza bicicletas Felt Racing e componentes SRAM

## Classificações UCI
As classificações da equipa e do seu ciclista mais destacado são as seguintes:
| Temporada | Classificação por equipas | Melhor corredor   | Posição |
| 2016      | 16.º                      | Kristin Armstrong | 37.º    |
| 2017      | 22.º                      | Allie Dragoo      | 129.º   |

## Palmarés
Para anos anteriores veja-se: Palmarés da Sho-Air Twenty20.

### Palmarés de 2019

#### UCI WorldTour de 2019
| Datas | Carreiras | Ganhadora |
|       |           |           |

#### Calendário UCI Feminino de 2019
| Datas        | Carreiras                                | Ganhadora    |
| 4 de abril   | 1.ª etapa da Joe Martin Stage Race Women | Chloé Dygert |
| 7 de abril   | 4.ª etapa da Joe Martin Stage Race Women | Chloé Dygert |
| 7 de abril   | Joe Martin Stage Race Women              | Chloé Dygert |
| 3 de maio    | 3.ª etapa do Tour de Gila (CRI)          | Chloé Dygert |
| 4 de maio    | 4.ª etapa do Tour de Gila                | Chloé Dygert |
| 12 de julho  | Chrono Kristin Armstrong (CRI)           | Chloé Dygert |
| 22 de agosto | 1.ª etapa da Colorado Classic            | Chloé Dygert |
| 23 de agosto | 2.ª etapa da Colorado Classic            | Chloé Dygert |
| 24 de agosto | 3.ª etapa da Colorado Classic            | Chloé Dygert |
| 25 de agosto | 4.ª etapa da Colorado Classic            | Chloé Dygert |
| 25 de agosto | Colorado Classic                         | Chloé Dygert |

#### Campeonatos nacionais
| Datas | Carreiras | Ganhadora |
|       |           |           |

#### Campeonato Mundial
| Datas          | Carreiras                               | Ganhadora    |
| 24 de setembro | Campeonato Mundial Contrarrelógio (CRI) | Chloé Dygert |

#### Jogos Panamericanos
| Datas       | Carreiras                                | Ganhador     |
| 7 de agosto | Jogos Panamericanos Contrarrelógio (CRI) | Chloé Dygert |

## Elencos
Para anos anteriores, veja-se Elencos da Sho-Air Twenty20

### Elenco de 2019
| Integrantes da equipe 2019 | Integrantes da equipe 2019 | Integrantes da equipe 2019     | Integrantes da equipe 2019 |
| Ciclista                   | Data de nascimento         | Equipe anterior                |                            |
| -------------------------- | -------------------------- | ------------------------------ | -------------------------- |
| Sofía Arreola              | 22 abril 1991              |                                |                            |
| Simone Boilard             | 21 julho 2000              |                                |                            |
| Erica Clevenger            | 30 abril 1994              | Sho-Air Twenty20 (2019)        |                            |
| Margot Clyne               | 27 fevereiro 1995          | Sho-Air Twenty20 (2019)        |                            |
| Allie Dragoo               | 17 dezembro 1989           | Cervélo Bigla (2017)           |                            |
| Jasmin Duehring            | 8 julho 1992               | Sho-Air Twenty20 (2019)        |                            |
| Chloé Dygert               | 1 janeiro 1997             | Sho-Air Twenty20 (2019)        |                            |
| Jennifer Luebke            | 1 abril 1986               | Hagens Berman-Supermint (2018) |                            |
| Shayna Powless             | 8 janeiro 1994             | Sho-Air Twenty20 (2019)        |                            |
| Stephanie Roorda           | 3 dezembro 1986            | Sho-Air Twenty20 (2019)        |                            |
| Jennifer Valente           | 24 dezembro 1994           |                                |                            |
| Melanie Wong               | 24 maio 1985               |                                |                            |
|                            |                            |                                |                            |
| Fonte: UCI                 |                            |                                |                            |

Nota: Sofía Arreola